# Izabela (powiat poddębicki)
Izabela – wieś w Polsce położona w województwie łódzkim, w powiecie poddębickim, w gminie Poddębice.
W latach 1975–1998 miejscowość położona była w województwie sieradzkim.
7 września 1939 wkraczający do wsi żołnierze Wehrmachtu zamordowali kilkunastu mężczyzn, 13 ofiar zdołano zidentyfikować.